# Joseph Kerckhoffs

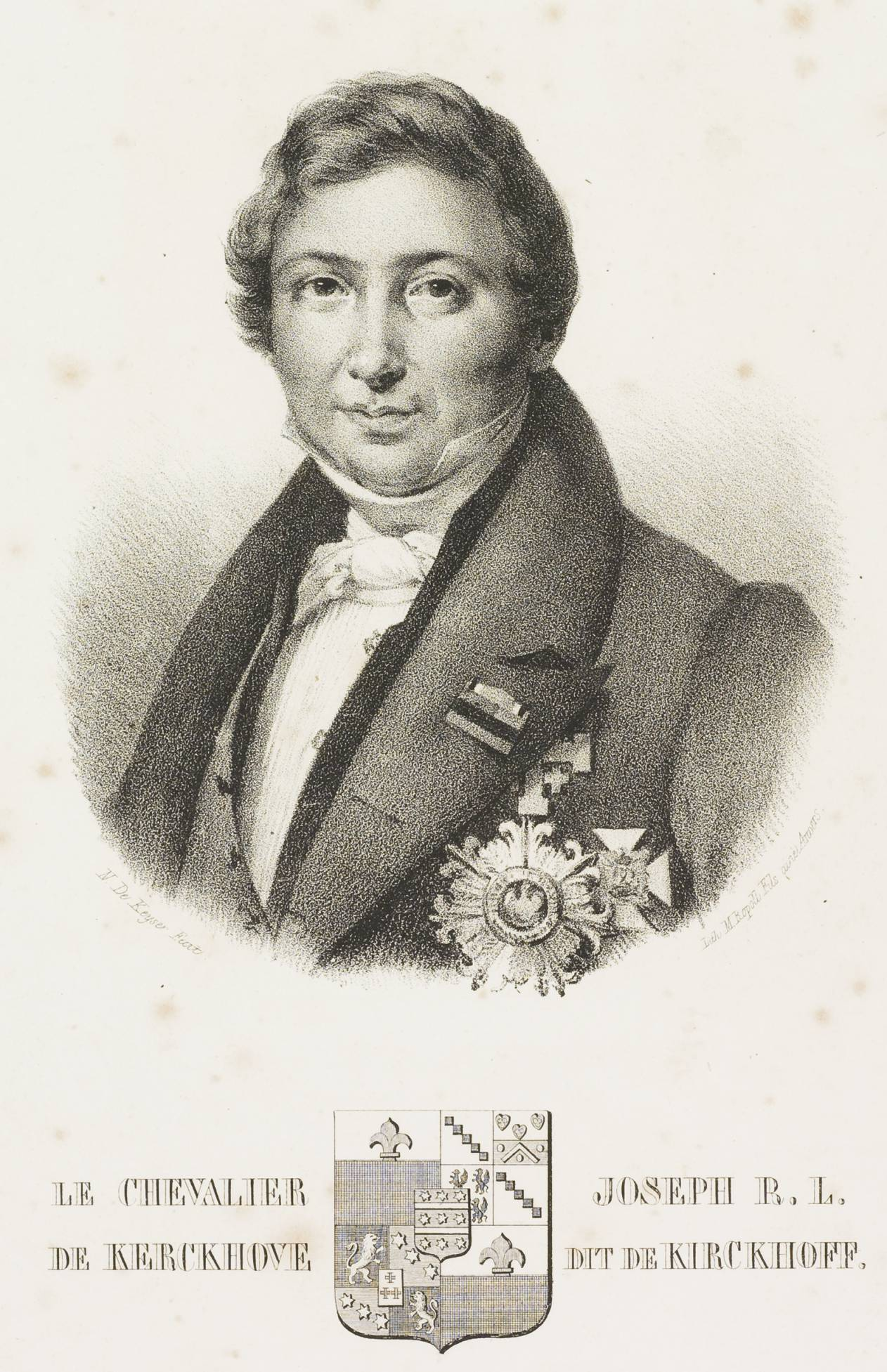

Joseph (Romain, Louis) Kerckhoffs (Nuth, 3 september 1789 - Mechelen, 10 oktober 1867) was een geneesheer met grote faam als legerarts. Hij was vooraanstaand arts in het leger van Napoleon en na 1815 oppergeneesheer der Nederlandse krijgshospitalen. Van zijn hand verschenen talrijke publicaties ter bevordering van de (militaire) geneeskunde en bestrijding van de kwakzalverij.

## Naamsvarianten, spellingswijzen
De familienaam werd onder toen vaak wisselende Nederlandse, Duitse en Franse invloed, al dan niet op eigen initiatief, op verschillende wijze geschreven en van toevoegingen voorzien.
Zo is Kerckhoffs ook bekend en in de literatuur terug te vinden onder volgende namen:
- Kerckhoffs de Kerckhove
- Kirckhove de Kirckoff
- Kerckhove
- Kerckhove van der Varent
- Kerckhoffs de Kirckhoff ter Varent
- von Kirckhoff

en ook met de Nederlandse voornamen Jozef Romein Lodewijk

## Biografie
Kerckhoffs werd geboren in Grijzegrubben Nuth als zoon van Joannes Franciscus Carolus Kerckhoffs, schepen, burgemeester en chirurgijn te Nuth. Na thuisonderricht door de jezuïet/huisonderwijzer Ceurvorst vertrok hij op 16-jarige leeftijd naar Heidelberg om op aandringen van zijn ouders rechten te studeren maar Kerckhoffs koos voor de studie medicijnen en promoveerde in die richting in 1811. Op 23 januari 1814 huwde Kerckhoffs te Maastricht met Gregorine (G.A.M.C.) Chapuis met wie hij in 1817 een zoon kreeg: Eugène (A.J.F.A.E.). Tussen 1822 en 1815 diende hij in het Franse- en van 1815 tot 1823 in het Nederlandse leger. Na 1823 vestigde Kerckhoffs zich als zelfstandig arts met een brede interesse voor ander wetenschappen en stichtte hij in 1842 de Academie d’Archeologie de Belgique. De laatste levensjaren woonde hij bij zijn zoon in Mechelen (de latere burgemeester van Mechelen Eugène de Kerckhove) waar hij in 1867 op 78-jarige leeftijd overleed.

## Carrière als legerarts
Na zijn promotie in 1811 tot doctor in de geneeskunde op het proefschrift: “disseration sur l’air atmospherique et son influence sur léconomie animale” werd Kerckhoffs ingedeeld bij het groot hoofdkwartier van het Franse leger en nam deel aan de Napoleontische veldtochten.
In 1812 was hij ingedeeld bij het hoofdkwartier van het derde legerkorps dat onder bevel stond van maarschalk Ney en in 1813-1814 bij het hoofdkwartier van het tweede legerkorps onder maarschalk Victor, hertog van Bellune.
Na de val van Napoleon bood de Pruisische regering hem aan hoofdgeneesheer te worden van het Pruisisch leger maar Kerckhoffs besloot in de lagere rang van geneesheer 1e klas in 1815 toe te treden in dienst der Nederlanden als chef van de geneeskundige dienst van de militaire hospitalen te Luik om vervolgens in 1817 tot officier van gezondheid en chef van de militaire hospitalen te Antwerpen te worden benoemd. Op zijn verzoek wordt hem in 1823 door koning Willem I ontslag verleend..

## Arts en schrijver
Na zijn carrière als legerarts legde de Kerkchoffs zich meer toe op de gezondheidszorg voor minderbedeelden en het schrijven van medische artikelen. Hij keerde zich tegen de opheffing van ziekenhuizen, “omwille van de misdadige economie" van koning Willem I. Op uitnodiging van prins Frederik bezocht en werkte hij (zonder salariëring) in de kolonies van Weldadigheid in Drenthe waar hij de kwakzalverij bestreed en besmettelijke ziektes wist te bedwingen.
Tijdens de cholera-uitbraak van 1832 in Antwerpen zette hij zich vooral in voor de “behoeftige” klasse waar mede door zijn inzet het aantal slachtoffers op 14.000 ziektegevallen beperkt bleef tot minder dan 200. De opbrengst van zijn “Memoires de Cholera” ging naar de armen

## Erkenning
Tijdens zijn leven ontving Kerckhoffs meer dan 20 ridderorden. In 1842 werd hij door Leopold I tot de adelstand en in 1854 door Ferdinand van Napels tot de waardigheid van erfelijk graaf verheven.
Hij was wereldwijd erelid van een 50-tal academies en verenigingen waaronder
- la Société Grandducale de Minéralogie d' Jéna
- l’Académies Américaines des Beauxarts de New-Yorck
- la Société de Médecine de Philadelphie
- le Lycée d'Histoire Naturelle de New-Yorck,
- l'Académie des Sciences et Arts de Batavia,
- la Commission médicale de la Province d'Anvers.

## Publicaties
Kerckhoffs was verantwoordelijk voor veel publicaties op het gebied van de geneeskunde in diverse vakbladen zoals het "Bulletin des sociétés des sciences médicales de Paris", het "New-York medical and physical Journal", het "Magazin der ausländischen Litteratur der gesamter Heilkunde", het "Bulletin universel du Baron de Ferusac", en in "la Bibliothèque médicale de Bruxelles". Expliciet genoemd worden:
- J.R.L. Von Kirchhoff, 1822, Verhandelingen over de Militairen Geneeskundigen Dienst
- Ridder J.R.L. Kirckhoff, 1823, Hygiene Militaire. D.i. Militaire Gezondheidsleer, ten dienste van de landmagt
- Chevalier Jos. Romain Louis de Kirckhoff, 1825 “Observations médicales, faites pendant les campagnes de Russie en 1812 et d'Allemagne en 1813” D.i. Waarnemingen gedurende den Veldtogt van 1812 en 1813 in Rusland en Duitschland
- Ridder J.R.L. von Kirckhoff,1825 : ‘Iets over de Oogontsteking, die bij het Nederlandsche Leger geheerscht heeft. Uit het Fransch vertaald, door J.S. Swaan en T.A. Jorritsma.
- Joseph Romain Louis Kerckhoffs, 1828, Über die Wohlthätigkeitskolonien zu Friedrichsoord und Wortel
- Chevalier J.R.L. de Kirckhove dit de Kirckhoff, D.M., 1832, “Considérations sur la nature et le traitement du Choléramorbus, suivies d'une instruction sur les préceptes Hygiéniques contre cette maladie

## Trivia
Kerckhoffs is een oom van Auguste Kerckhoffs (cryptograaf) en een achterneef van Joseph Kirchhoffs (vermeend bokkenrijdersleider maar ook gewezen legerarts) die in het Nederlands ook Kerckhoffs heette. Mogelijk heeft hij met de in 1846, door het tribunaal van Antwerpen verleende herziene schrijfwijze van de familienaam, waarbij zowel hij als zijn zoon zich Kerckhove van der Varent mochten noemen, afstand willen nemen van de besmette familienaam Kerckhoffs.
- Biografisch Portaal: 29668582
- Gemeinsame Normdatei: 117520128
- International Standard Name Identifier: 0000 0001 0858 7641
- Nationale bibliotheek van Australië: 36004692
- Nederlandse Thesaurus van Auteursnamen: 070290334
- Réseau des bibliothèques de Suisse occidentale: 02-A026555042
- Système universitaire de documentation: 117838764
- Trove: 1181575
- Virtual International Authority File: 76656685
- WorldCat: E39PBJxxj6FgKp4bxPHVQBm8G3